# Pippa Mann
Pippa Mann (Londen, 11 augustus 1983) is een Brits autocoureur. Ze reed in 2009 en 2010 in het Amerikaanse Indy Lights kampioenschap en maakte in 2011 haar debuut in de IndyCar Series, waar ze voor Conquest Racing zich kwalificeerde voor de Indianapolis 500.

## Carrière
Mann begon haar loopbaan in het formuleracing in 2004, toen ze aantrad in het Britse Formule Renault-kampioenschap. In 2005 en 2006 reed ze in de Eurocup Formule Renault 2.0, maar behaalde in deze twee seizoenen geen enkel punt.
In 2007 stapte ze over naar de Formule Renault 3.5 Series en werd de eerste vrouwelijke coureur die in deze raceklasse aan de slag ging. Tijdens de tweede manche van het openingsweekend op de Autodromo Nazionale Monza startte ze vanaf poleposition, maar eindigde de race op de vijftiende plaats. Tijdens de eerste manche finishte ze op de tiende plaats, wat haar één punt opleverde in het kampioenschap. Ze won tijdens het vervolg van het kampioenschap geen punten meer. 
In 2008 reed Mann een tweede jaar in de Formule Renault 3.5. Haar beste resultaat was een zevende plaats op de Nürburgring en ze eindigde met vijf punten op de 25e plaats in de eindrangschikking. In 2009 stapte ze over naar de Indy Lights en ging er racen voor Panther Racing. Ze finishte drie races binnen de top tien en eindigde op de veertiende plaats in het kampioenschap. 
In 2010 reed ze een tweede jaar in de Indy Lights, dit keer voor Sam Schmidt Motorsports. Ze vertrok dat jaar drie keer vanaf poleposition en ze won de race op de Kentucky Speedway, de voorlaatste race van het seizoen. Ze werd vijfde in de eindstand van het kampioenschap.
In 2011 reed Mann de Indianapolis 500 voor Conquest Racing. Ze kon zich kwalificeren op de 35e startplaats en eindigde de race op de twintigste plaats. Later dat jaar sloot ze een verbintenis om drie races te rijden voor Rahal Letterman Lanigan Racing. Tijdens de trainingen voor de race op de New Hampshire Motor Speedway crashte ze zwaar, met een kwetsuur aan haar wervelkolom tot gevolg.. Ze was voldoende hersteld om deel te nemen aan de race op de Kentucky Speedway later dat jaar. Ze was een van de vijftien coureurs die crashte op de Las Vegas Motor Speedway, de laatste race van 2011, waar Dan Wheldon het leven liet. Mann werd met verwondingen aan de rechterhand overgebracht naar het ziekenhuis. Enkele weken later werd ze succesvol geopereerd aan haar hand.
In 2012 keerde Pippa Mann niet terug naar de IndyCar Series en reed ze de laatste twee manches van de Auto GP op de Sonoma Raceway. Ze finishte respectievelijk op de negende en achtste plaats. In de Indy 500 van 2017 eindigde zij op een 17e plaats. In 2019 eindigde zij als enige vrouw in het 33 coureurs tellende deelnemersveld op een 16e plaats.